# هيذر هورست
هيذر أ. هورست (بالإنجليزية: Heather Horst)‏ هي عالمة أنثروبولوجيا اجتماعية ثقافية، ومؤلفة كتب بخصوص الثقافة المادية، والتحركية، والتوسط في العلاقات الاجتماعية. تشغل حاليًا منصب زميلة بحثية كبرى لنائب عميد كلية الإعلام والاتصالات في المعهد الملكي للتكنولوجيا بجامعة ملبورن بأستراليا، وزميلة بحثية في برنامج الماجستير في الأنثروبولوجيا الرقمية بكلية لندن الجامعية. حصلت هورست على درجة البكالوريوس من جامعة مينيسوتا، والماجستير من جامعة كاليفورنيا في سانتا باربرا، والدكتوراه من كلية لندن الجامعية. عملت هورست كعالمة مشاركة في مشروع في مركز أبحاث وسائل الإعلام الرقمية والتعلم في قسم معهد أبحاث العلوم الإنسانية بجامعة كاليفورنيا في إرفاين، وباحثة فخرية مشاركة في قسم الأنثروبولوجيا وكلية العلوم الاجتماعية والتاريخية في كلية لندن الجامعية.
يرتكز بحث هورست على العلاقة بين المكان، والفضاء، ووسائل الإعلام الجديدة. نُشرت أبحاثها في العديد من الدوريات العلمية، مثل دورية الأنثروبولوجيا الاجتماعية، الأنثروبولوجيا المعاصرة، دورية الثقافة المادية، الشبكات العالمية، الهويات، الدورية الدولية للتواصل، والمراجعة الكاريبية لدراسات النوع الاجتماعي. كما كانت هورست ضيفة محررة في أعداد خاصة من الدورية الدولية للاتصالات، دورية الثقافة المادية، الدورية الدولية للدراسات الثقافية، والثقافات المنزلية. كما شاركت في تأليف كتاب الهاتف الخليوي: أنثروبولوجيا التواصل، وكتاب التعلق، وكتاب اللعب والمذاكرة: عيش الأطفال وتعلمهم عن طريق وسائل الإعلام الرقمية.

## الأبحاث
يركز بحث هيذر هورست على العلاقة بين الثقافة المادية، ودور الأشياء والمخترعات البشرية في التوسط في العلاقات الاجتماعية، مع إيلاء اهتمام خاص للتحركية والتنقل العالمية للأشخاص، والأشياء، والسلع، ووسائل الإعلام، ورأس المال في مختلف المساحات المحلية والدولية.
مادية التشخص
جاءت فكرة هذا البحث من أطروحة هيذر هورست التي وضعتها في ماندفيل في جامايكا، والتي فحصت العمليات المرتبطة بالخيال، والبناء والتحول في معنى «الوطن» عند الجامايكيين الذين هاجروا إلى بريطانيا بعد الحرب العالمية الثانية ثم عادوا إلى جامايكا مجددًا للتقاعد في التسعينات. اشتغلت هيذر هورست من خلال هذا البحث على العلاقة بين الثقافة المادية، والملكية، والتشخص من خلال فهم الطابع المادي للمنزل والذي يؤكد، ويعترف، ويفاوض على عملية التشخص في جامايكا تحت الاستعمار، وما بعد الاستعمار.
الإعلام الجديد والتكنولوجيا والمجتمع
من أجل دراسة العلاقة بين وسائل الإعلام الجديدة في هذا البحث، بدأت هيذر هورست في دراسة حول "العمليات العالمية أو متعددة البلاد التي تشارك في بناء الفجوة الرقمية كجزء من دراسة مقارنة متعددة الجنسيات تمولها وزارة التنمية الدولية البريطانية لدراسة الآثار المترتبة على تكنولوجيات المعلومات والاتصالات الجديدة في غانا، والهند، وجامايكا، وجنوب أفريقيا، وذلك بالتشارك مع دانيال ميللر». أيضًا تركزت دراسة هورست خلال السنوات الأربع الماضية على «التغيير الاجتماعي وديناميات القوة المتعلقة بتوفير وسائل الإعلام والتكنولوجيا الجديدة، والوصول إليها، واستخدامها من خلال تحويل الانتباه إلى قلب صناعة التكنولوجيا العالمية».

## مشاريع

### مجتمع المعلومات: التقنيات الناشئة والتنمية في الجنوب
يُمول هذا المشروع واسع النطاق من قبل وزارة التنمية البريطانية، ويقارن العلاقة بين تكنولوجيا المعلومات والاتصالات والتنمية في غانا، والهند، وجامايكا، وجنوب إفريقيا. وكجزء من هذا، درست هورست التنمية، وتكنولوجيا المعلومات والاتصالات الجديدة، و«الفجوة الرقمية». وبعد الانتهاء من أطروحتها، بدأت في دراسة التنمية، وتكنولوجيا المعلومات والاتصالات الجديدة، و«الفجوة الرقمية» كجزء منها.

### الشباب الرقمي
شغلت هورست خلال الفترة التي قضتها في جامعة كاليفورنيا في بيركلي قبل انضمامها إلى جامعة كاليفورنيا في إيرفين منصبًا في مشروع بحثي يسمى الشباب الرقمي، والذي يهدف إلى معالجة الفجوة بين التجربة داخل المدرسة وخارجها، وذلك من خلال مجموعة مستهدفة من الأبحاث الاثنوغرافية في ثلاثة أنماط ناشئة للتعلم غير الرسمي والتي يمارسها الشباب عن طريق تقنيات الوسائط الرقمية الجديدة: التواصل، والتعلم، واللعب من خلال استكشاف كيفية استخدام الأطفال للوسائط الرقمية في حياتهم اليومية.